# Bernard Guillot
Pour les articles homonymes, voir Guillot.
Bernard Guillot est un peintre et photographe français né le 19 septembre 1950 à Bâle en Suisse et mort le 29 juin 2021 dans le 20e arrondissement de Paris. Il a passé sa vie et constitué son œuvre entre Paris, l’Égypte et le Massif central.
Il est lauréat du prix Nadar Gens d’images en 2003.

## Biographie

### Naissance et débuts
Bernard Guillot est né à Bâle (Suisse) en 1950, d’un père officier de carrière dans l’armée de terre et d’une mère passionnée d’humanités classiques et de psychanalyse, il est initié à la peinture et l’art en général, notamment par son parrain, l’artiste Antoine Mislin,.
Après des études de médecine, jusqu’en troisième année, à Paris, il rejoint finalement aux Beaux-Arts de Paris dont il sort diplômé, à 25 ans.
En 1973, il accomplit un premier périple de huit mois au Moyen-Orient, en Afrique, au Yémen, autour de la mer Rouge. Il s’agit de ses premiers contacts avec l’Égypte qui deviendra une terre d’adoption.
De 1975 à 1977 il est coopérant à l’ambassade de France aux États-Unis. La photographie est alors extrêmement périphérique dans son travail. Il commence par des clichés autobiographiques à l’aide d’un Foca Sport dès 1968 mais s’exprime avec plus d’intérêt par le vecteur pictural.
Cependant, il est influencé par des artistes new-yorkais qui plébiscitent la photographie. C’est dès lors par ce vecteur qu’il va principalement révéler son rapport onirique au réel.
Sa photographie devient le témoin du New York des années 70. Il séjourne dans la ville qui ne dort jamais de 1975 à 1977. Il y réalise des reportages, dans la 12e rue (coté ville Manhattan), puis de la 14e à la 43e rue.

### La construction de l’œuvre

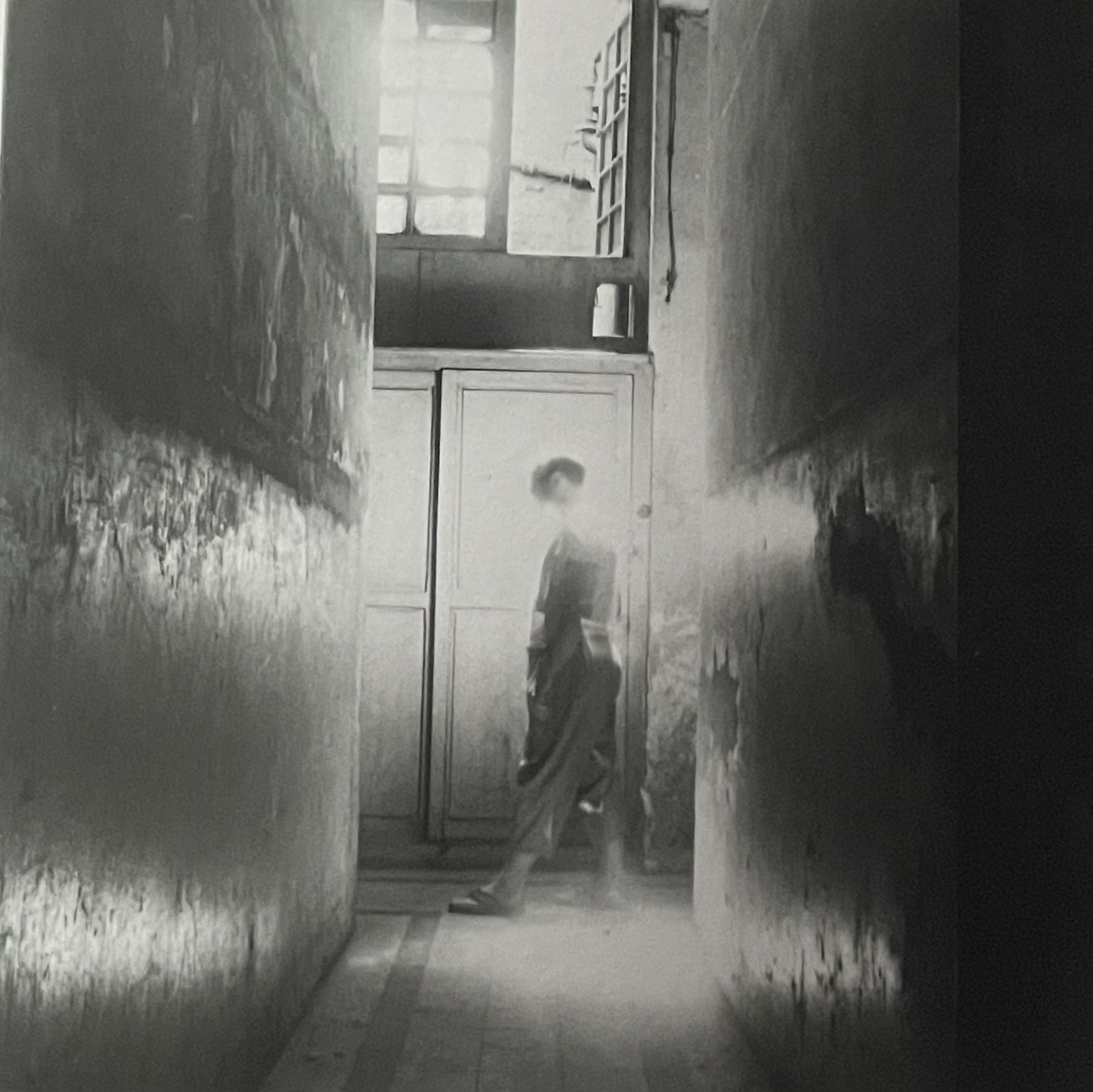
Le Pavillon blanc - page 27 - Bernard Guillot

Considérant la photographie comme un art précieux, sans toutefois abandonner la peinture, Bernard Guillot y démontre un esthétisme singulier qui naît à la fois lors du cliché et du développement, véritable maïeutique artistique.
Magicien de la lumière, il cherche à doter ses portraits d’une respiration propre. « C’est ce côté entre deux mondes qui m’intrigue, entre la vie et la mort » explique-t-il.
Il trouve dans les territoires qu'il visite et fréquente son inspiration et matière à sa réflexion. Il partage le secret de ses muses et sa relation au monde qui l’entoure dans le film documentaire Immersion réalisé par Jacques Dutoit,.
  

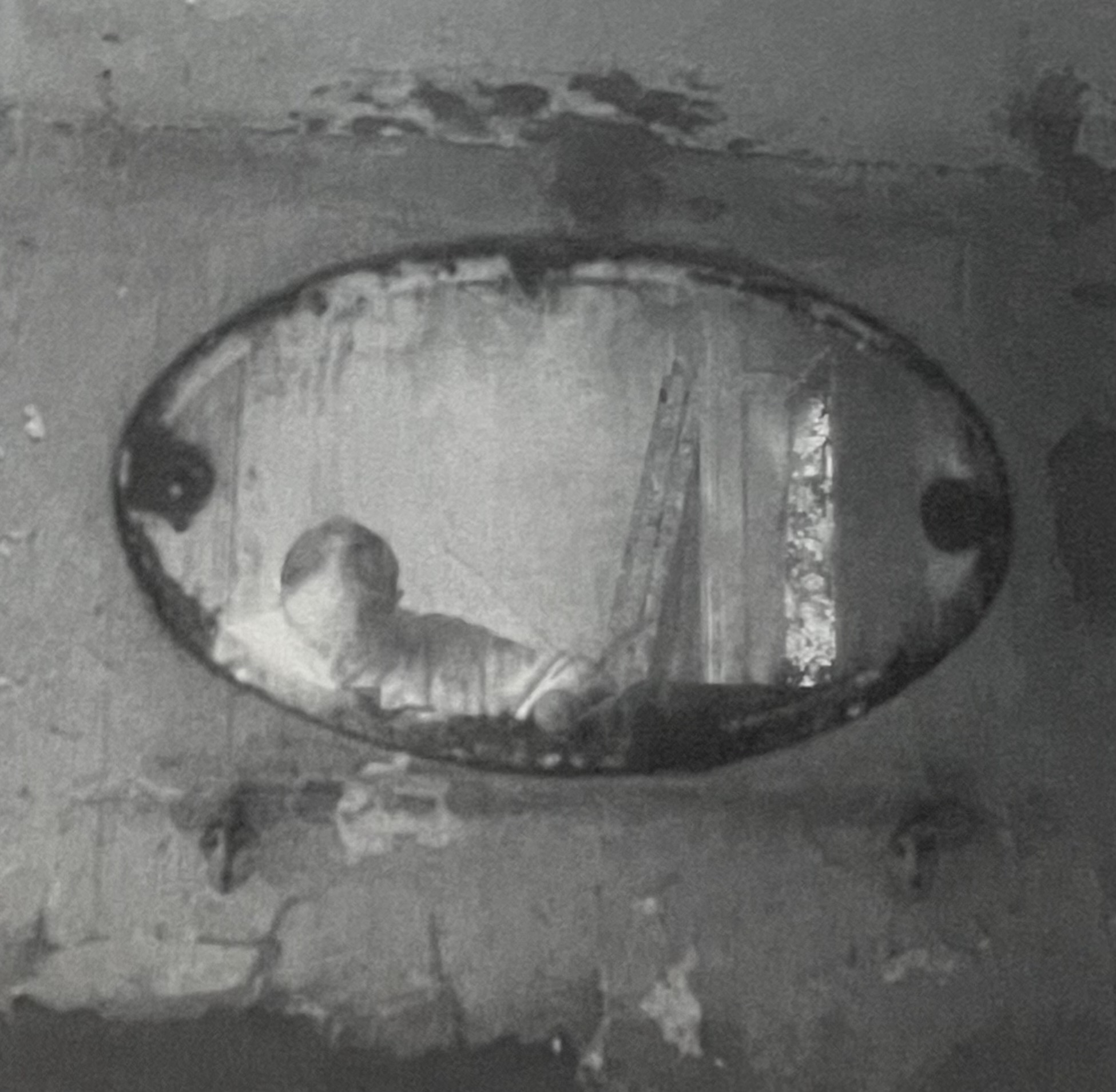
Carnet n°7 Hôtel Maffet Asotira - page 102 - Le Caire

Sa série de photographies sur Le Caire et la nécropole juive du Caire, en 1978, attire l’attention du public.

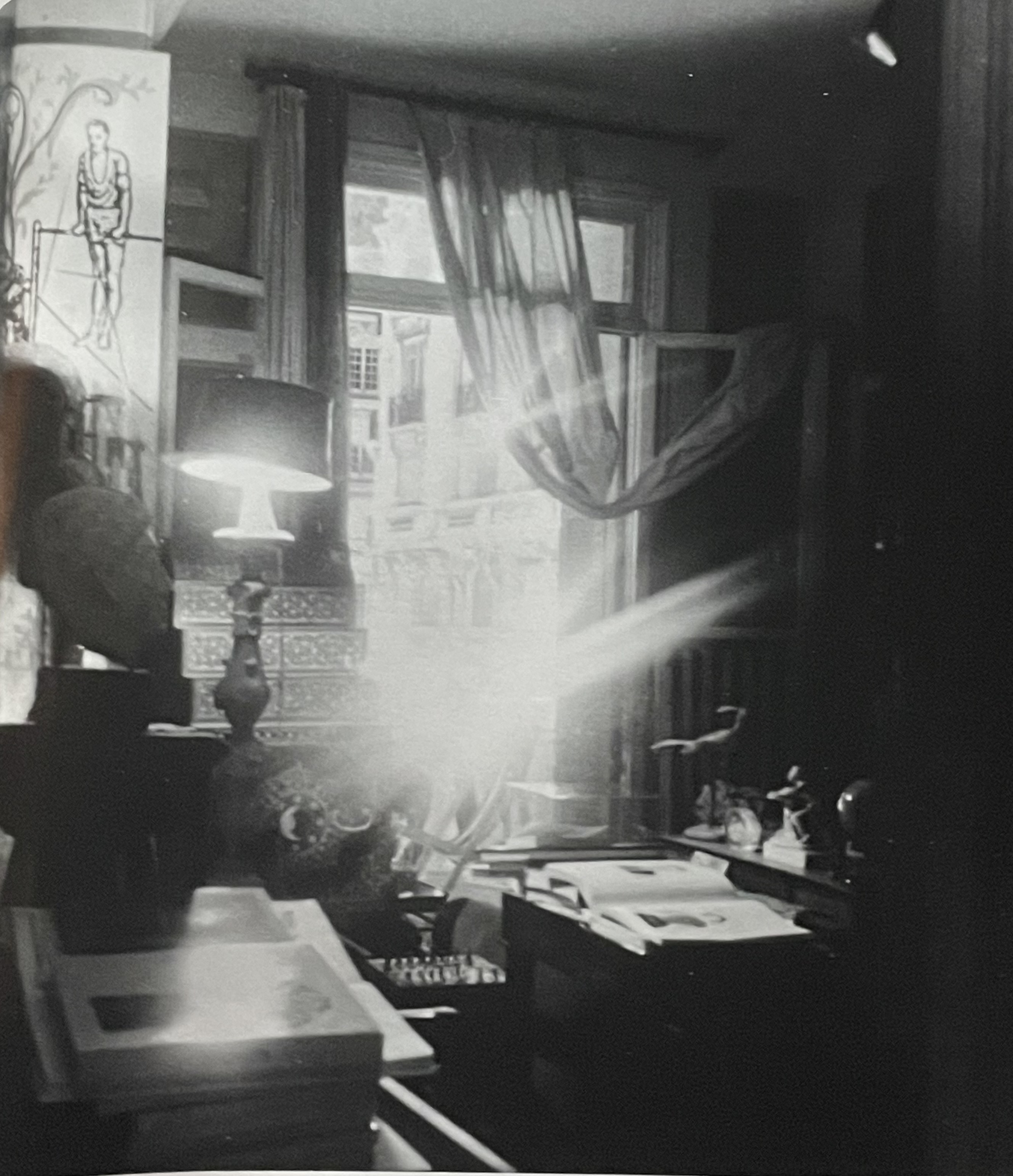
Carnet n°7 Hôtel Maffet Asotira - Le Caire

En 1999, il publie Hôtel Maffet Astoria - Le Caire aux éditions Ides et Calendes.
Il épouse intimement la civilisation orientale, se convertit à la religion musulmane, courant soufi.
Adepte de multiples supports (peinture, photographie, dessin), il s’est également avéré avant-gardiste dans la conception de photos peintes et a développé une maîtrise certaine de la pose longue.
Bernard Guillot exposait régulièrement son travail en Europe, en Égypte, à New York.
Son style peut être décrit comme impressionniste, mystique et symbolique,.
Le 29 juin 2021, alors qu’il travaille à Paris sur un nouveau projet sur la Cité des morts du Caire, Bernard Guillot est emporté par une défaillance cardio-respiratoire. Il est inhumé auprès de ses parents au cimetière de Treignat (Allier), village où il avait une maison de famille.
Il laisse une œuvre graphique multiple, relayée par des ouvrages et des documentaires, qui témoigne de son regard poétique et mystique sur l’Univers.

## Œuvre
Listes non exhaustives

### Séries
- 1978 : Série dite de Saint Sulpice, texte d’introduction de Hervé Le Goff
- 1978 : Bassatine, la Nécropole Juive du Caire, Créatis 8.
- 1996 : L’Adam Hivernal, Chaves, Vence, (Claude Fournet)
- 1996 : Le Jaillissement de l’eau est miracle divin, Le Caire
- 1998 : Rouge de vert, Le Caire

### Ouvrages

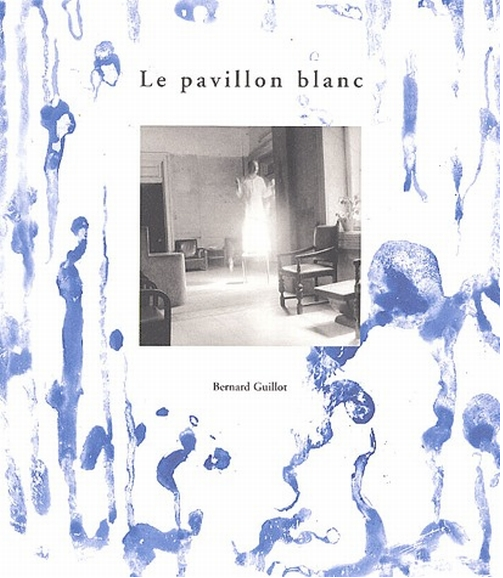
Le Pavillon blanc, 2003, Bernard Guillot

- Retour à New York, Camera Obscura no 38, Thessalonique, 1998[15]
- Jacques Hassoun (photogr. Tony Catany, Anne Favret & Pierre Manez, Bernard Guillot, Nabil Boutros, Gilles Perrin et Reza), Alexandrie revisitée, Paris, Éditions Revue Noire, 1998 (ISBN 2 909571 408)[16]
- Hôtel Maffet Astoria, Le Caire, Éditions Ides et Calendes, 2001, 121 p. (ISBN 978-2825801406)

- Le Pavillon blanc, Éditions Filigranes / Centre des Arts d’Enghien-les-Bains, 2003, 132 p. (ISBN 978-2-914381-50-5) . Prix Nadar[17]
- Saison # 15 L’Œil enveloppé, Éditions Filigrane, 2004, 32 p.
- À ciel ouvert, Éditions Filigranes, 2011, 16 p. (ISBN 9782350462271)[17]
- Argentique Opéra, Galerie Frédéric Moisan / Éditions Filigrane, 2013, 16 p. (ISBN 978-2-35046-291-2)

### Filmographie
- Carnets d’Égypte, Mustapha Hasnaoui pour Arte, Metropolis
- Entretiens avec Bernard Lamarche Vadel, Maison Européenne de la Photographie, 1996
- Présence en Égypte, télévision égyptienne, 2000 et 2003
- Un jour, pension Maffet Astoria, au Caire, d’Alia et Bialy, 2003
- Immersion, film documentaire de Jacques Dutoit, 1h17, 2001[9]

## Expositions
Listes non exhaustives

### Personnelles
- 1996 : A Fertile Land, Sony Gallery, Le Caire
- 1998 : Atelier de Visu, Marseille
- 2003 : Le Pavillon blanc, Centre des Arts, Enghien les Bains[18]
- 2003 : La tunique indienne, Galerie Leaf, Los Angeles,
- 2005 : La tunique indienne, Galerie Agathe Gaillard, Paris
- 2007 : Le jardin des simples, Galerie Frédéric Moisan, Paris[19]
- 2007 : Skoto Gallery, New York
- 2007 : Avant la lumière, Galerie Frédéric Moisan, Paris
- 2008 : Musée d’art moderne, Sao Paulo
- 2009 : Sous les blancs astronomiques, Galerie Frédéric Moisan, Paris
- 2009 : Paris Photo, Paris
- 2010 : Chasse en Slovaquie, Galerie Frédéric Moisan, Paris
- 2010 : Au-delà de Berlin, Galerie Frédéric Moisan, Paris
- 2011 : Université américaine du Caire, Le Caire
- 2011 : Galerie Duboys, Paris
- 2012 : Voyage autour de l’île de Moncontour, Galerie Frédéric Moisan, Paris
- 2016 : La part des murs, B Gallery, Cairo
- 2016 : Voyage autour de l’île de Moncontour. Photographies, photographies peintes, peintures, Galerie Frédéric Moisan, Paris [20]
- 2017 : Atelier du Caire, Galerie Frédéric Moisan, Paris
- 2020 : Beyond, Tintera, Le Caire

### Collectives
- 1983 : Les photographies et l’architecture (exposition itinérante), CAPC, Bordeaux - Musée - Naples
- 1984 : La photographie en Méditerranée, Barcelone
- 1985 : 15e Biennale d’Alexandrie des pays de la Méditerranée, Alexandrie,
- 2010 : Dans un jardin. Un hommage au Déjeuner sur l’herbe et au jardin de Monet à Giverny, FRAC Haute-Normandie, Sotteville-les-Rouen[21],[22]
- 2010 : Mixed Use Manhattan, Museo Nacional Centro de Arte Reina Sofia, Madrid
- 2012, 2013, 2014, 2015, 2016, 2017 : Galerie Frédéric Moisan, Paris
- 2013, 2014, 2015, 2016 : Galerie Duboys, Paris
- 2017 : Le Caire - Jérusalem (Bernard Guillot - Didier Ben Loulou) Galerie Malebranche, Paris[23]
- 2017 : "Passion" Galerie Duboys, Notre Dame de la Treille, Lille

## Prix et distinctions
- 1984 : Médaille d’or de dessin de la Biennale d’Alexandrie des pays de la Méditerranée
- 1985 : Bourse de la Villa Médicis hors les murs
- 2003 : Prix Nadar Gens d’images pour sa monographie catalogue Le Pavillon Blanc aux Éditions Filigranes[17],[24].

## Collections publiques
Ses œuvres sont présentes dans de nombreuses galeries internationales ainsi que des collections muséales ,,, :
- Musée d’Art moderne de Paris
- Centre Georges-Pompidou [29]
- Fonds national d’art contemporain[30]
- Musée d’art moderne et contemporain de Nice (MAMAC)
- FRAC Haute-Normandie[31]
- Centre national des arts plastiques
- Bibliothèque nationale de France
- Université américaine du Caire[5],[32].